# Tramitichromis lituris
Tramitichromis lituris es una especie de peces de la familia Cichlidae en el orden de los Perciformes.

## Morfología
Los machos pueden llegar alcanzar los 16,8 cm de longitud total.

## Alimentación
Come larvas de insectos y otros invertebrados blandos.

## Distribución geográfica
Se encuentra en el lago Malawi (África)